# Enric Larreula i Vidal
Enric Larreula i Vidal (Barcelona, 2 de desembre de 1941) és un escriptor, professor universitari i il·lustrador català.

## Biografia[calcitació]
Fill de família obrera, a 14 anys va començar a treballar en una fàbrica, i estudiar de nit fins a obtenir una Mestria Industrial. A divuit anys Larreula va deixar la seva feina per dedicar-se a dibuixar. Va treballar per a les editorials Bruguera i Toray, il·lustrant historietes d'aventures, de guerra, d'indis i cowboys. Però en tornar del servei militar un problema a la vista el va obligar a deixar la professió. A conseqüència d'això va entrar a treballar a Edicions 62, com a venedor de llibres a domicili. Al mateix temps va participar en el moviment de la Nova Cançó; componia les seves cançons i les cantava per nombrosos escenaris. A finals dels seixanta va acceptar la petició d'Òmnium Cultural de fer classes de català en una escola d'un barri marginal de Barcelona, en aquella època en què ensenyar la llengua catalana encara era prohibit. Les classes en aquella escola i aquell barri van posar-lo en contacte amb el món de la immigració, i va quedar tan impressionat dels canvis socials i lingüístics que transformaven el país, que ja no va deixar l'ensenyament de la llengua. Per això, ja amb trenta-cinc anys va iniciar els seus estudis a la Universitat fins a llicenciar-se en Filologia Catalana. En acabat, i durant més de vint anys, va ser professor de didàctica de la llengua a la Facultat de Ciències de l'Educació de la Universitat Autònoma de Barcelona, tot ensenyant als futurs mestres com s'ha d'ensenyar la llengua catalana a les escoles.
Al final de la dècada dels setanta va començar a publicar material didàctic i va participar en la realització d'una seixantena de llibres d'ensenyament. A partir de l'any 1981 va iniciar la publicació del que acabaria essent una de les produccions més importants de narrativa infantil i juvenil en llengua catalana, amb títols com Marduix (1983), premi Crítica Serra d'Or de literatura infantil i juvenil del 1984, la sèrie de novel·les d'aventures Ala de Corb, il·lustrada per Jordi Vila Delclòs, Les memòries de la Bruixa Avorrida (1986), Em dic Paco... (1991), Contes per a un món millor (1992), que obté el premi Lola Anglada del 1991, Terres verges (1997) o El tresor dels jueus (2012).
Simultàniament va publicar poesia, teatre, assaig, narrativa curta i narrativa satírica, amb títols com La propina (1990), o La dutxa (2000), ambdós premiats amb el premi Pere Quart d'humor i sàtira del 1990 i del 2000 respectivament, o Dolor de llengua (2002), un assaig on l'autor repassa la precària situació de la llengua catalana en l'actualitat. Ha estat traduït a diversos idiomes.
Va traduir del francès la popular col·lecció d'El Petit Nicolas de Jean-Jacques Sempé i René Goscinny. Alguns dels seus contes han estat traduïts al castellà, a l'èuscar, al gallec, a l'alemany, a l'anglès, al danès, al finès, al francès, a l'italià, al japonès i al suec. Ha col·laborat en mitjans de comunicació de premsa i ràdio i és cofundador de l'Associació Amics de la Bressola, una entitat que treballa amb les escoles Bressola per a recuperar l'ensenyament de la llengua catalana a la Catalunya del nord.
L'any 2002 va ser distingit amb el Premi d'Honor Jaume I i l'any 2018 amb el Premi Nacional Joan Coromines.

### Narrativa
- Darrere nostre un riu de flors trencades. Barcelona: Pòrtic, 1982. Segona edició: Argentona: L'Aixernador, .
- T’han enganyat, Immaculada. Barcelona: 1989.
- La propina. Barcelona: 1990.
- Terres Verges. Barcelona: Cruïlla, 1997. Nova versió revisada: Barcelona: Edicions 62, 2013.
- La dutxa. Barcelona: 2000.
- Bon dia. Barcelona: 2003.
- La transformació. Barcelona: Barcanova, 2006
- El Sensenom. Barcelona: Barcanova, 2007
- El tresor dels jueus. (Nova edició de La transformació i El Sensenom) Barcelona: Barcanova, 2012.
- Lladres d'infanteses. Lleida: Pagès Editors, 2016.
- La vida promesa. Barcelona: La Campana, 2020.[2]

Als reculls amb altres autors
- El petó. Recollida a Setze autors. Tots els premis Recvll-Narració 1965-1981. Barcelona: Pòrtic, 1981.
- Quan jo anava a estudi. Recollida a Quan jo anava a estudi. Siurana d'Empordà: Col·legi Públic El Serrat, 1996.
- No et veig. Recollida a Amb una altra mirada. Madrid: Escuela Libre Editorial, Fundación ONCE, 1998.

### Narrativa infantil
- El Gegant bo. Barcelona: Condal Editora, 1981.
- Barbabum i el dinar. Barcelona: Condal Editora, 1982.
- Barbabum i l'estel. Barcelona: Condal Editora, 1982.
- Barbabum i la granja. Barcelona: Condal Editora, 1982.
- El carrer. Barcelona: Teide, 1982.
- La gran casa. Barcelona: Teide, 1982.
- Els dos núvols amics. Barcelona: Teide, 1982.
- En Quim i la mosca. Barcelona: Teide, 1982.
- L'escola petita. Barcelona: Teide, 1982.
- La família de bolets. Barcelona: Teide, 1982.
- El gegant petit. Barcelona: Teide, 1982.
- La lluna que va perdre el seu camí. Barcelona: Teide, 1982.
- La mona ballaruga. Barcelona: Teide, 1982.
- El mussol poruc. Barcelona: Teide, 1982.
- El pagès i els cargols. Barcelona: Teide, 1982.
- El país dels cinc sentits. Barcelona: Teide, 1982.
- El pallasso que no volia fer riure. Barcelona: Teide, 1982.
- El sol que no tenia memòria. Barcelona: Teide, 1982.
- Les tres formigues. Barcelona: Teide, 1982.
- El cérvol que va anar a buscar la primavera. Barcelona: Argos-Vergara, 1983.
- Marduix. Barcelona: Argos-Vergara, 1983.
- El senglar i el porc. Barcelona: Teide, 1983.
- L'arca de Noè. Barcelona: Teide, 1984.
- Les dues tribus. Barcelona: Teide, 1984.
- La farmaciola d'en Roger. Barcelona: Teide, 1984.
- Farnaques. Barcelona: Teide, 1984.
- La flor nova. Barcelona: Teide, 1984..
- Romaní. Barcelona: Teide, 1984.
- El paquet. Barcelona:, 1984.
- La bola. València: Federació d'Entitats Culturals dels País Valencià, 1985.
- Sol i lluna. Barcelona: Publicacions de l'Abadia de Montserrat, 1985.
- Tacada. València: Gregal, 1985.
- Tiberi galàctic. Barcelona:, 1985.
- La baronia de Vallagradosa. Barcelona: Teide, 1986.
- Les memòries de Barcelona: Ariel, 1986. Planeta, 1989.
- i la mona. Barcelona: Ariel, 1986. Planeta, 1989.
- Els colors. Barcelona:, 1986.
- Els grills i les cigales. Barcelona:, 1986.
- Kanguelis poca por. Barcelona:, 1986.
- On vas, cametes? Barcelona: Cruïlla, 1986.
- Els Arrufanassos. Barcelona: Teide, 1987.
- Les bèsties vergonyoses. Barcelona: Aliorna, 1987.
- El casament de Barcelona: Ariel, 1987. Planeta, 1989.
- Les vacances de Barcelona: Ariel, 1987. Planeta, 1988.
- se’n va a París. Barcelona: Planeta, 1989.
- La marmota inventora. Barcelona:, 1989.
- va a Barcelona: Planeta, 1990.
- visita Venècia. Barcelona: Planeta, 1990.
- a Nova York. Barcelona: Planeta, 1991.
- El Nadal de Barcelona: Planeta, 1991.
- Els monstres monstruosos. Barcelona:, 1991.
- Contes per a un món millor. Barcelona:, 1992. 2a edició Barcelona RBA,
- La marmota espavilada. Barcelona: Baula, 1996.
- El país dels colors. Barcelona: Columna, 1996.
- El ratpenat de Sant Miquel del Fai. Sant Miquel del Fai: Associació Escola de Natura, 1998.
- El nen nou i diferent. Barcelona. Cruïlla, 2004.
- Un poble. Barcelona. Cruïlla, 2004.
- Un paquet de galls. Caldes d'Estrac: Edicions del Pirata, 2004.
- Marduix. Barcelona: Cruïlla, 2005.
- El gripau vermell. Barcelona: Baula, 2007.
- El fabricant de fum. Vilanova: El cep i la nansa edicions, 2009.
- Bèsties, bèsties, bèsties… Barcelona: Baula, 2012.
- Bon Nadal. Barcelona: Baula, 2014.
- El casament de la Bruixa Avorrida. Barcelona: Angle Editorial, 2014.
- Contes per anar a dormir. Barcelona: Cruïlla, 2015.
- Espurna Blanca. Barcelona: Baula, 2016.

Als reculls amb altres autors
- El gall i l'òliba. Recollida a Els contes de Barcelona. Barcelona: Ediciones Toray, 1992.
- La princesa triste (en espanyol). En Un barco cargado de cuentos. Madrid: S.M., 1997.
- També ha publicat contes a les revistes Tretzevents i Camacuc.

### Narrativa juvenil
- L'aventura sideral del rei Titó. Barcelona: La Galera, 1984.

- Brillant. Barcelona: Cruïlla, 1986.

- Ala de Corb. Barcelona: Edelvives-Baula, 1990.

- Homènica vila olímpica. Barcelona:, 1990.

- La por. Barcelona: Cruïlla, 1990.
- El misteri de l'illa de gel. Barcelona: Barcanova, 1993.
- Els arbres passaven ran de finestra. Barcelona: Cruïlla, 1995.
- Ala de Corb i la gran revolta. Barcelona: Baula, 1996.

- Alba. Barcelona:, 1997.

- Amics de les estrelles. Barcelona: Grup Promotor-Alfaguara, 1997.
- Els viatges dels quatre minyons de Vallairosa. Barcelona: Cruïlla, 2005.
- Ala de Corb i el misteri de la ciutat fantasma. Barcelona: Baula, 2007.
- Ala de Corb i els traficants d'esclaus. Barcelona: Baula, 2008
- Tigre. Barcelona: Cruïlla, 2009.
- Ala de Corb a la cort imperial. Barcelona: Baula, 2010.
- Ala de Corb a Virgínia. Barcelona: Baula, 2010.
- Torneu, torneu, bandolers. Barcelona: Cadí, 2010.
- Ala de Corb i el parany. Barcelona: Baula, 2011.
- Ala de Corb a Nova França. Barcelona: Baula, 2011.
- Ala de Corb a Florida. Barcelona: Baula, 2012.
- Ala de Corb i Ona de Foc. Barcelona: Baula, 2013.
- Ala de Corb i la ruta del tresor. Barcelona: Baula, 2013.
- Ala de Corb, Barcelona 1714. La batalla final. Barcelona: Baula, 2014.

Als reculls amb altres autors
- El diaversari del iogurt. Recollida a Tips de riure. Barcelona: Pirene, 1990.

### Poesia
- El bestiesari. Madrid: Bruño, 1996.
- Animalari. Barcelona: Cruïlla, 2007.

### Assaig
- Les revistes infantils catalanes de 1939 ençà. Barcelona: Edicions 62, 1985.
- Dolor de llengua. València: Edicions 3 i 4, 2002.
- La realitat d'un somni La Bressola (coautor). Barcelona: Edicions 1984, 2007.
- La llengua dibuixada. Argentona: Voliana Edicions, 2017.

### Teatre
- Home feliç. Obra representada pel quadre escènic de Televisió Espanyola, sota la direcció de Jaume Picas, i emesa per TVE en la seva programació en llengua catalana del dia 27 d'abril de 1971.
- Però jo sóc un ós. Adaptació escènica de la traducció de l'obra de Frank Tashlin, realitzada pel Grup a Granollers l'any 1987.
- T’han enganyat, Immaculada. Versió escenificada dels contes del mateix nom realitzada pel grup Il·lús Teatre, sota la direcció de Jordi Fité. Estrenada al Casal Pere Quart de Sabadell el desembre de 1997.
- Els monstres monstruosos. Obra de teatre infantil, estrenada per la companyia Toc de Retruc, a de Barcelona, l'any 2010.

### Traduccions
Del castellà
- En Peret i en Perot, de Pako Sagarzazu. Barcelona: 1983.

Del francès
- El malalt imaginari, de Molière (adaptació en versió juvenil). Barcelona: Proa, 1987.
- El petit Nicolàs, de Sempé/Goscinny. Barcelona: La Galera, 1987. (En col·laboració amb Núria Vilà.)
- Els patis del petit Nicolàs, de Sempé/Goscinny. Barcelona: La Galera, 1987. (En col·laboració amb Núria Vilà.)
- El petit Nicolàs i els companys, de Sempé/Goscinny. Barcelona:La Galera, 1988. (En col·laboració amb Núria Vilà.)
- El petit Nicolàs i els problemes d'en Joachim, de Sempé/Goscinny. Barcelona: La Galera, 1988. (En col·laboració amb Núria Vilà.)
- Les vacances del petit Nicolàs, de Sempé/Goscinny. Barcelona: La Galera, 1988. (En col·laboració amb Núria Vilà.)
- Mil anys de contes, volum I. Barcelona: Baula, 1990. (En col·laboració amb Núria Vilà).
- Mil anys de contes, volum II. Barcelona: Baula, 1991. (En col·laboració amb Núria Vilà.)